# Nuoto ai Giochi della XVIII Olimpiade - 400 metri misti femminili
La competizione dei 400 metri misti femminili di nuoto ai Giochi della XVIII Olimpiade si è svolta nei giorni 15 e 17 ottobre 1964 allo Yoyogi National Gymnasium di Tokyo.

## Programma
| Data            | Round      | Note                           |
| --------------- | ---------- | ------------------------------ |
| 15 ottobre 1964 | 4 Batterie | I migliori 8 tempi alla finale |
| 17 ottobre 1964 | Finale     |                                |

## Risultati

### Batterie
| Pos. | Atleta           | Nazione       | Tempo  | Posizione finale |
| ---- | ---------------- | ------------- | ------ | ---------------- |
| 1    | Anita Lonsbrough | Gran Bretagna | 5:30"6 | 4                |
| 2    | Sharon Finneran  | Stati Uniti   | 5:32"7 | 6                |
| 3    | Márta Egerváry   | Ungheria      | 5:35"8 | 7                |
| 4    | Helga Zimmermann | Germania      | 5:38"9 | 11               |
| 5    | Jane Cortis      | Australia     | 5:43"6 | 15               |

| Pos. | Atleta           | Nazione     | Tempo  | Posizione finale |
| ---- | ---------------- | ----------- | ------ | ---------------- |
| 1    | Martha Randall   | Stati Uniti | 5:27"8 | 3                |
| 2    | Barbara Hounsell | Canada      | 5:38"4 | 9                |
| 3    | Adrie Lasterie   | Paesi Bassi | 5:41"3 | 12               |
| 4    | Harriet Blank    | Germania    | 5:42"4 | 14               |
| 5    | Isabel Castañe   | Spagna      | 5:50"7 | 18               |
| 6    | Margaret Harding | Porto Rico  | 6:10"7 | 21               |

| Pos. | Atleta           | Nazione       | Tempo  | Posizione finale |
| ---- | ---------------- | ------------- | ------ | ---------------- |
| 1    | Veronika Holletz | Germania      | 5:26"8 | 2                |
| 2    | Betty Heukels    | Paesi Bassi   | 5:32"4 | 5                |
| 3    | Linda McGill     | Australia     | 5:38"3 | 8                |
| 4    | Kimiko Ezaka     | Giappone      | 5:42"1 | 13               |
| 5    | Kirsten Strange  | Danimarca     | 5:44"4 | 16               |
| 6    | Pamela Johnson   | Gran Bretagna | 6:11"9 | 22               |

| Pos. | Atleta             | Nazione     | Tempo  | Posizione finale |
| ---- | ------------------ | ----------- | ------ | ---------------- |
| 1    | Donna de Varona    | Stati Uniti | 5:24"2 | 1                |
| 2    | Marianne Heemskerk | Paesi Bassi | 5:38"6 | 10               |
| 3    | Helen Kennedy      | Canada      | 5:49"9 | 17               |
| 4    | Natsuko Matsuda    | Giappone    | 5:51"5 | 19               |
| 5    | Silvia Belmar      | Messico     | 6:00"7 | 20               |

### Finale
| Pos.    | Atleta           | Nazione       | Tempo  |
| ------- | ---------------- | ------------- | ------ |
| Oro     | Donna de Varona  | Stati Uniti   | 5'18"7 |
| Argento | Sharon Finneran  | Stati Uniti   | 5'24"1 |
| Bronzo  | Martha Randall   | Stati Uniti   | 5'24"2 |
| 4       | Veronika Holletz | Germania      | 5'25"6 |
| 5       | Linda McGill     | Australia     | 5'28"4 |
| 6       | Betty Heukels    | Paesi Bassi   | 5'30"3 |
| 7       | Anita Lonsbrough | Gran Bretagna | 5'30"5 |
| 8       | Márta Egerváry   | Ungheria      | 5'38"4 |